# Joseph Vaz
Joseph Vaz (21. dubna 1651, Benaulim – 16. ledna 1711, Kandy) byl indický oratoriánský kněz a misionář na Srí Lance.

## Život
Narodil se 21. dubna 1651 ve vesnici Benaulim, v rodině, která přijala křesťanskou víru v 16. století. Po završení přípravných studií ve městě Goa pokračoval na jezuitské univerzitě v humanistické formaci. Filosofická a teologická studia získal v Dominikánském kolegiu svatého Tomáše Akvinského. Roku 1676 byl vysvěcen na kněze.
Na Mariánském poutním místě blízko Sancoale napsal roku 1677 dokument, v němž se prohlásil za „otroka“ Panny Marie a daroval jí svůj život. V tomto období se v něm probudila touha jít pomáhat křesťanům na Cejlonu (dnes Srí Lanka). Jako kněz ale začal působit ve své rodné vesnici. Kázal v katedrále a věnoval se službě zpovědi a duchovního vedení.
Biskup diecéze jej poté poslali do Kankary, kde byl zřízen nový apoštolský vikariát a kde se rozpoutala roztržka kompetencí a jurisdikcí, která rušila život věřících. Zde pomohl ke smíření pastýřů. Roku 1684 se vrátil do Goy. Zatoužil vstoupit do nějakého řeholního institutu. Na vrchu Monte Boa Vista našel tři indické kněze, kteří žili společný život u kostela Svatého Kříže Zázraků a požádal je o jeho přijetí mezi ně. Zvolili si ho za představeného a stal se zakladatelem komunity, které dal jasný duchovní ráz a právní formu Kongregace sv. Filipa Neriho.
Když 26. listopadu 1706 papež Klement XI. potvrdil založení oratoria a schválil její činnost, otec Vaz už byl na Cejlonu, kam odešel roku 1686.
Navzdory strachu z odhalení začal hledat katolíky, jichž většina pod tíhou pronásledování navenek přebrala způsoby kalvinistů a neměla odvahu se projevit. Zavěsil si na krk růženec a začal klepat na dveře prosíc o almužnu. Vedle buddhistů a hinduistů konečně zpozoroval, že si přece jen někdo všiml tohoto znaku katolické víry. Začal u jisté rodiny, a když se přesvědčil o její věrnosti, odhalil jim svojí totožnost. To byl začátek reevangelizace ostrova ve vesnici Jaffna, která trvala dva roky. Byla to tajná služba, noční slavení mší a osobní duchovní rozhovory či zpovědi.
Rozkvět katolické komunity přitáhl pozornost Holanďanů, a rozpoutal hněv guvernéra a nemálo katolíků se stalo mučedníky. Otce Vaza zachránily samotní věřící kteří, kteří ho přivedli k útěku do vnitrozemí ostrova, do malého státu Kandy, který byl formálně nezávislý. Král ho uvěznil, ale poté byl informován o jeho svatosti života a stal se jeho přítelem. Otec měl možnost hlásat evangelium po celém království. Králův postoj k misionářovi se změnil zejména kvůli jedné bouřlivé události. Stalo se to za jistého období dlouhého a hrozného sucha. Domácí pohanské usmiřovací oběti byli neúčinné. Panovník požádal otce Josepha o modlitbu za dar deště. Ten dal postavit na hlavním náměstí před královským palácem oltář, položil na něj kříž a začal se na kolenou horlivě modlit. Než skončil, přišel hojný déšť. Od té doby mu panovník dal plnou svobodu.
Zemřel 16. ledna 1711 v Kandy.

## Proces svatořečení
Jeho proces svatořečení začal ve 20. století. Dne 13. května 1989 byl prohlášen za Ctihodného. Blahořečen byl 21. ledna 1995 papežem sv. Janem Pavlem II. a svatořečen 14. ledna 2015 papežem Františkem.